# Porțelan de Meissen
Porțelanul de Meissen (Marca: Meissener Porzellan) este primul porțelan manufacturat european. A fost produs la Meißen, la începutul secolului al XVIII-lea, printr-o metodă descoperită și dezvoltată de Friedrich Böttger. 

## Galerie

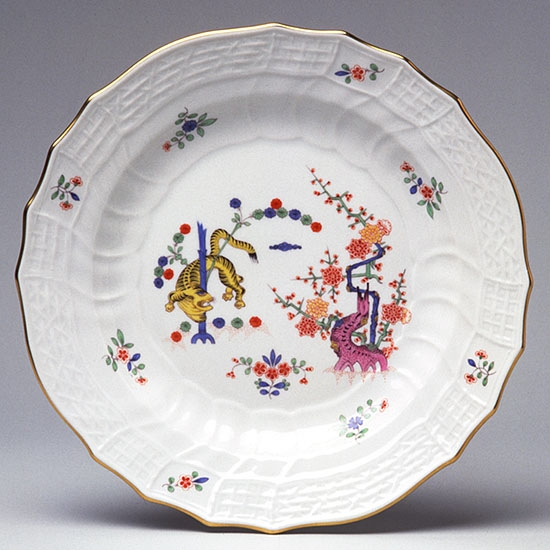
Alter reicher gelber Löwe
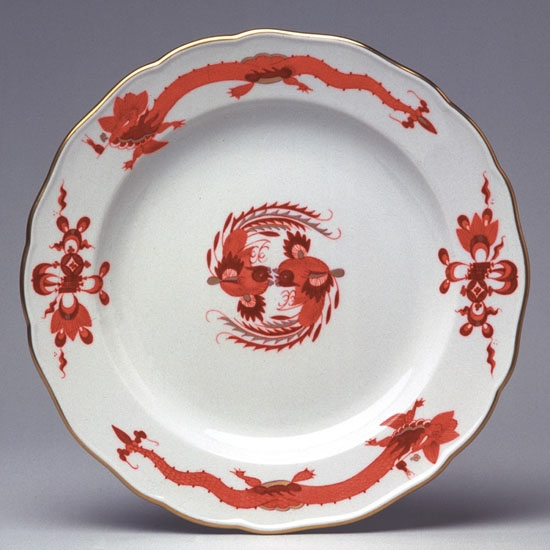
Roter Hofdrache
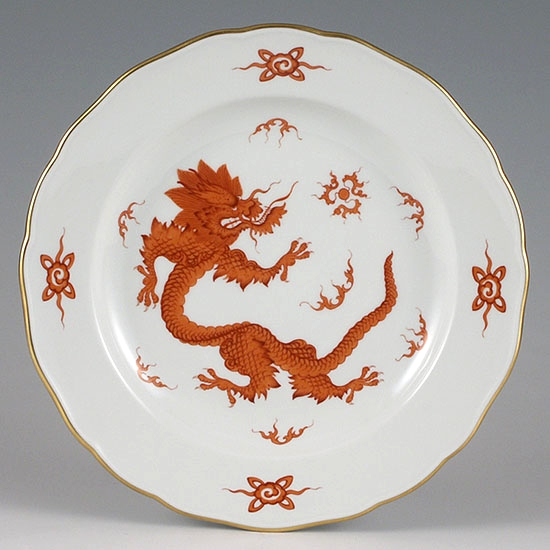
Dragon Ming, roșu
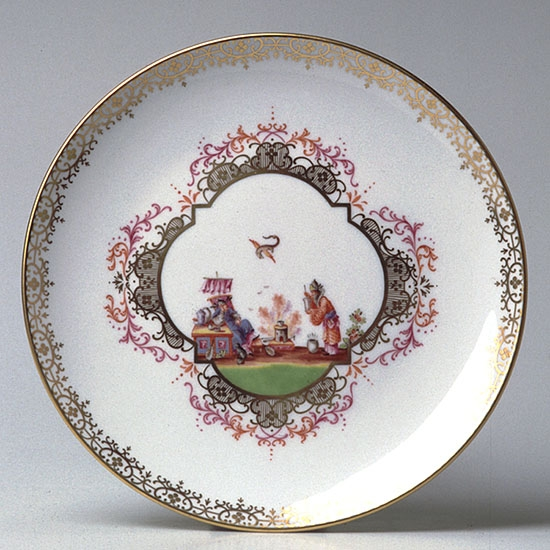
Pictura Chinoiserie
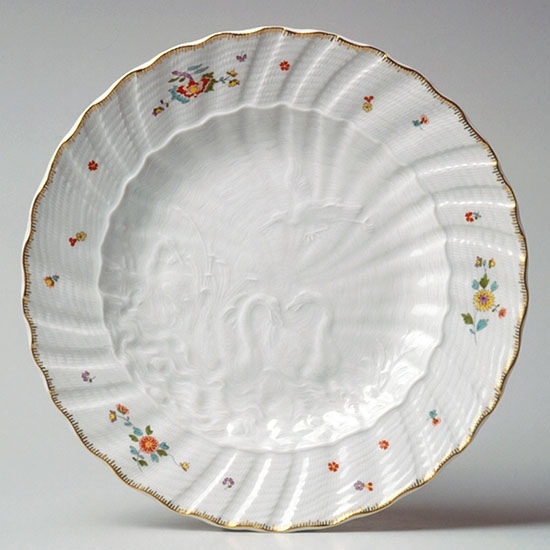
Schwanendessin
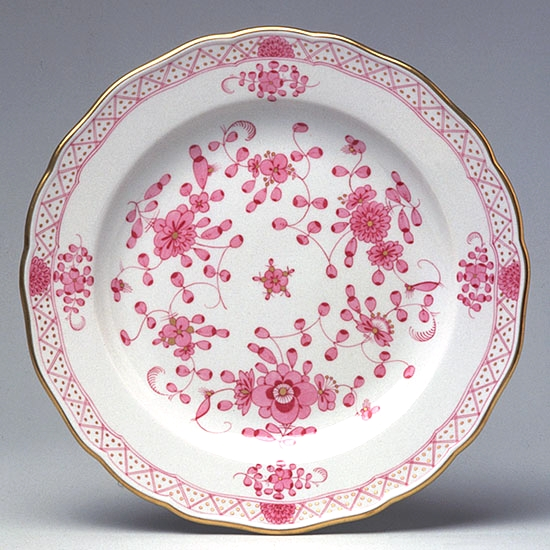
Pictură indiană, violet
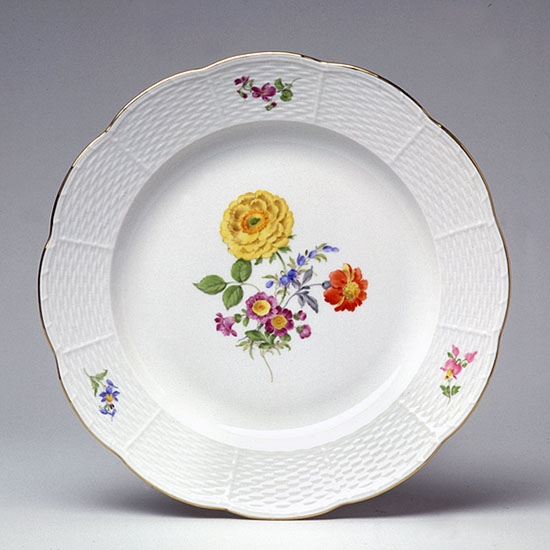
Decor floral
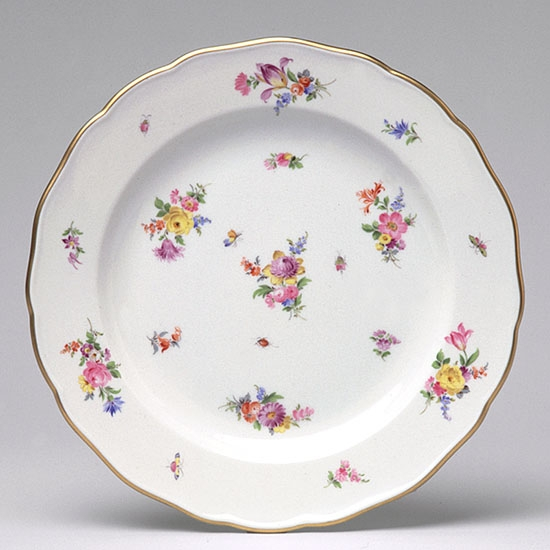
Buchet cu flori cu insecte
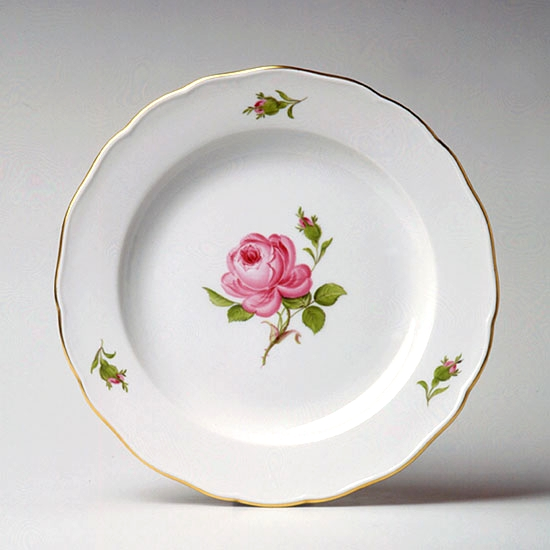
Trandafiri roșii
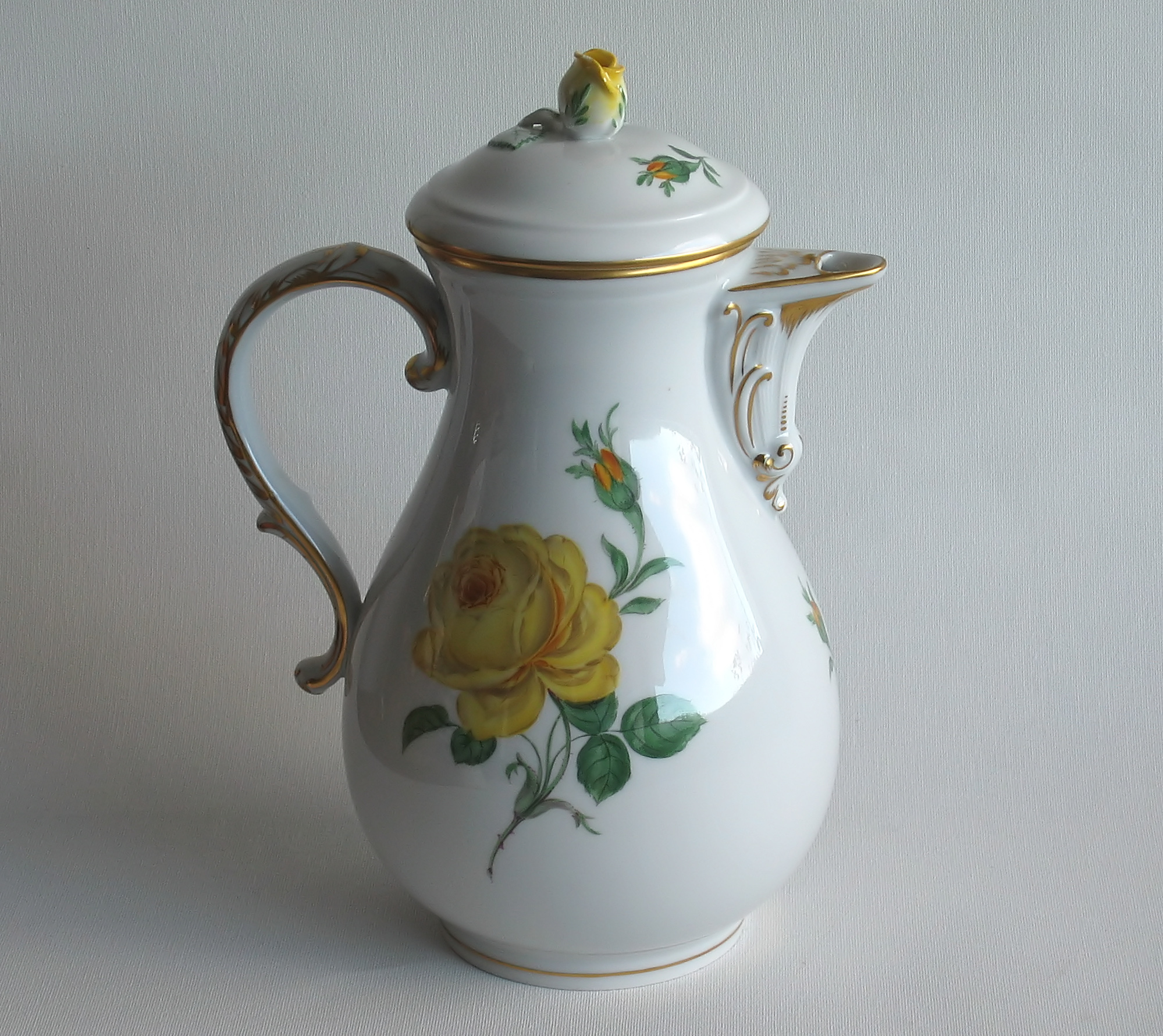
Trandafiri galbeni
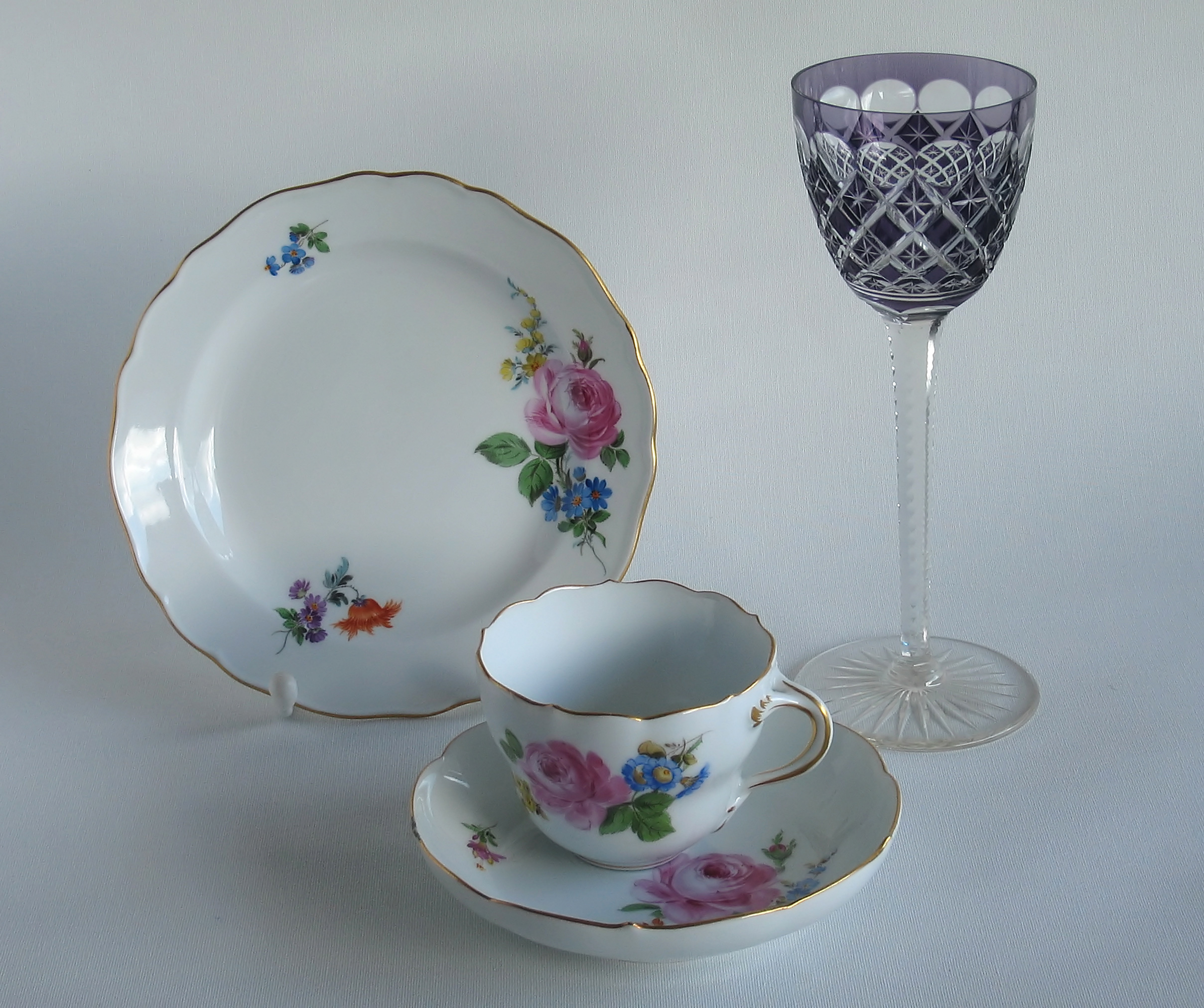
Decor floral manierist
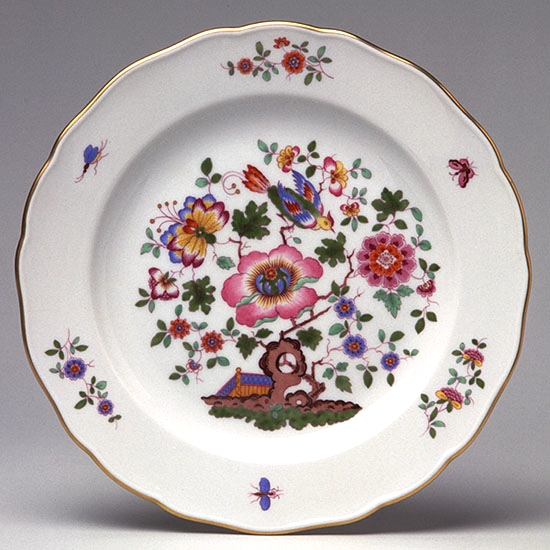
Decor indian cu rocă, floare și pasăre
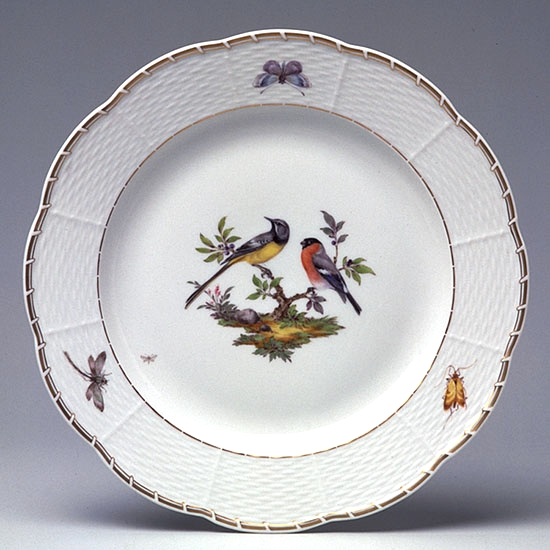
Pictură cu păsări
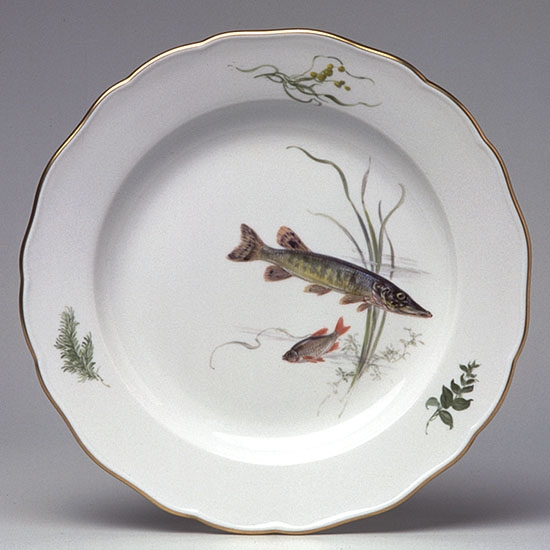
Pictură cu pești
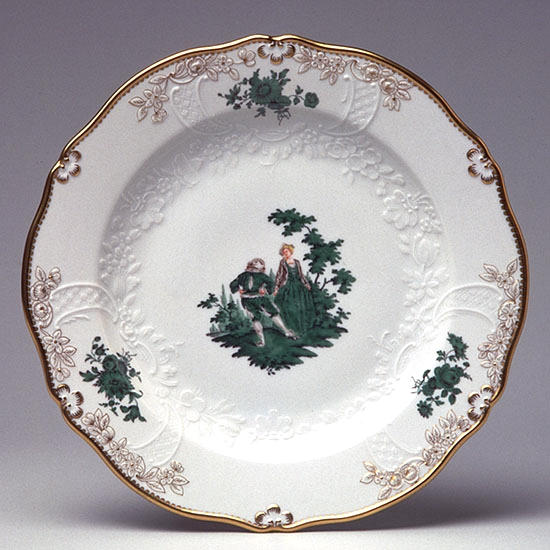
Pictură Watteau
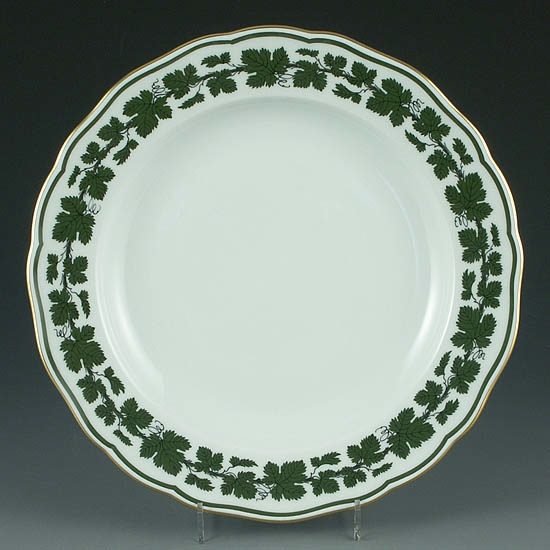
Voller grüner Weinkranz
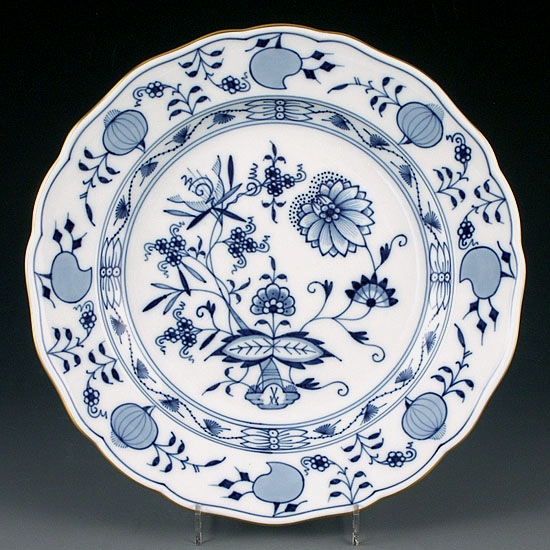
Zwiebelmuster
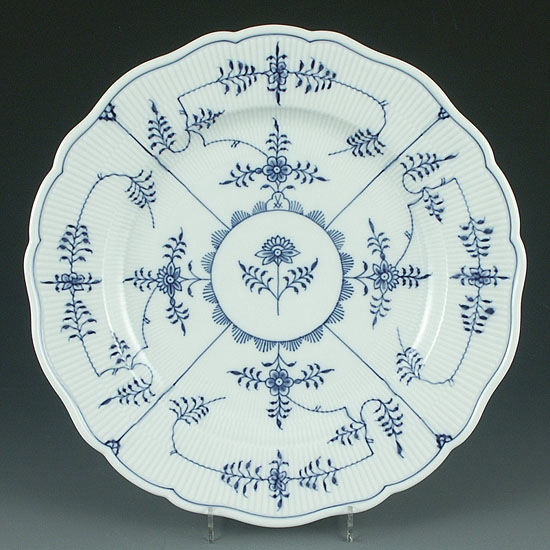
Strohblumenmuster
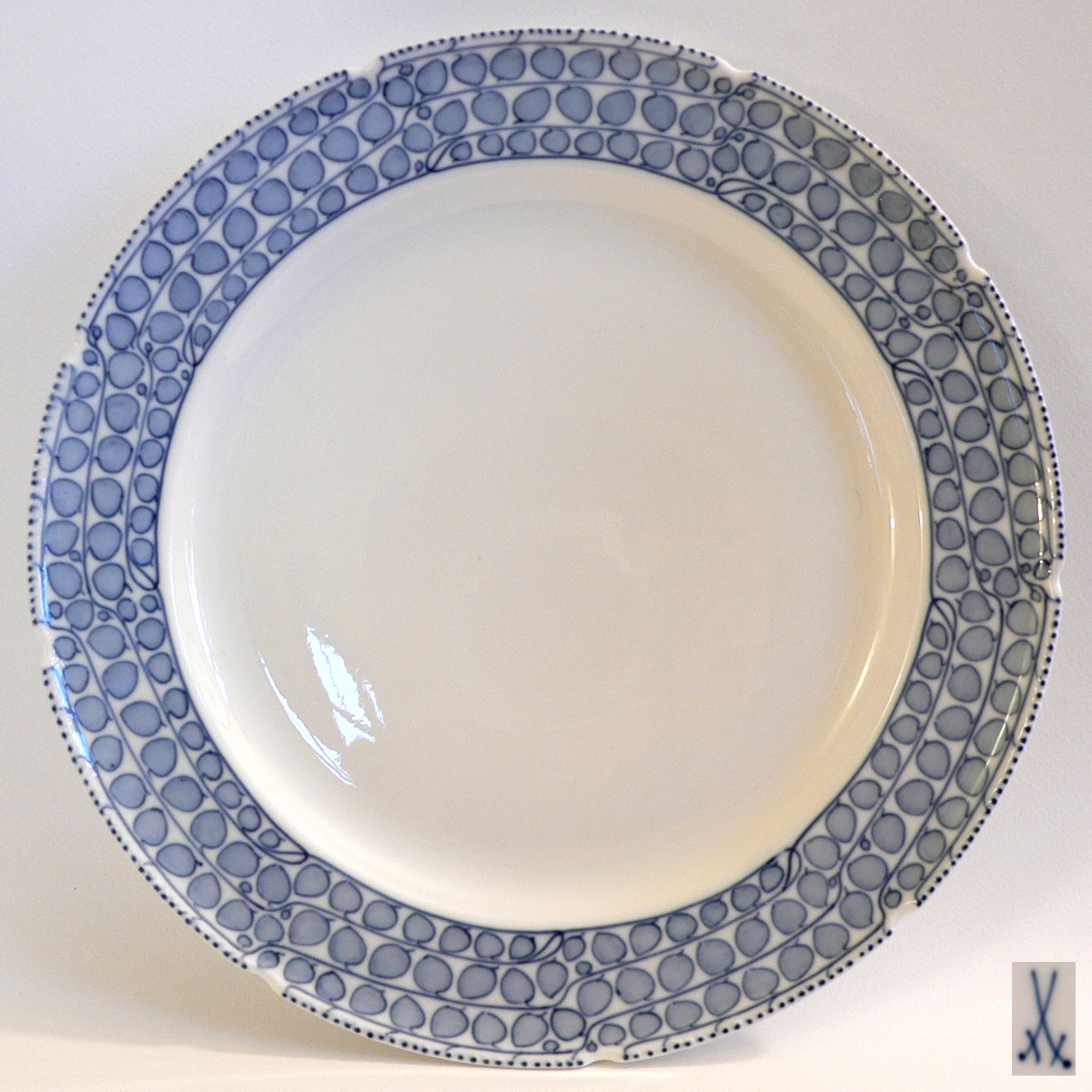
Decor - Blaue Rispe nach Riemerschmid
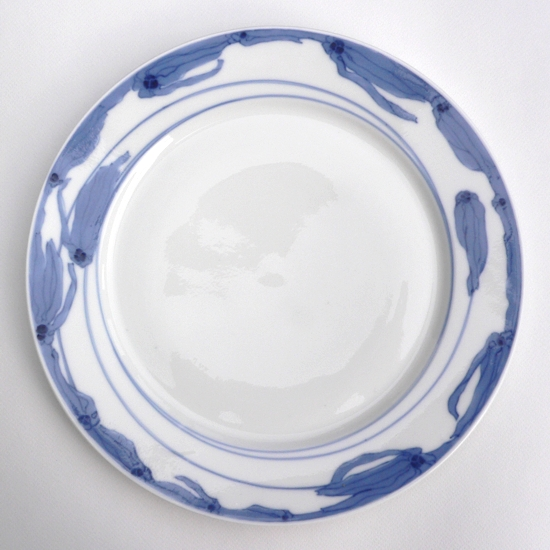
Decor - arnică
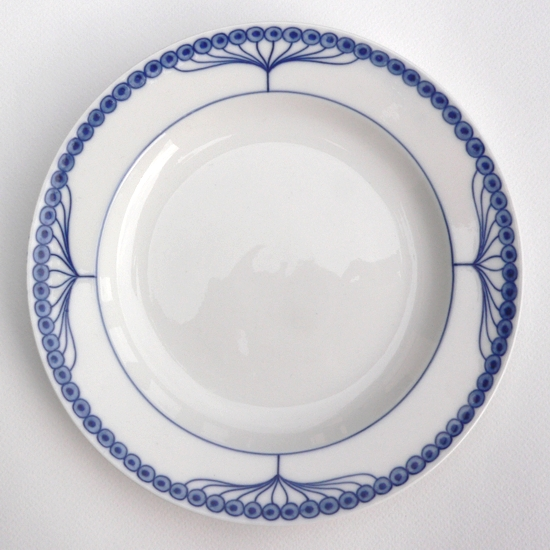
Decor - umbelă
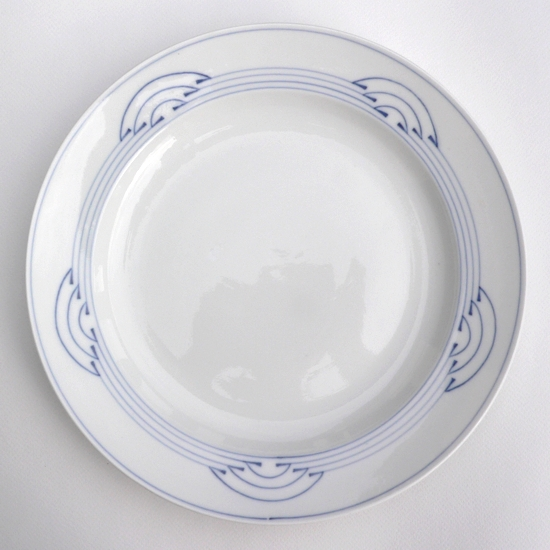
Decor - linii
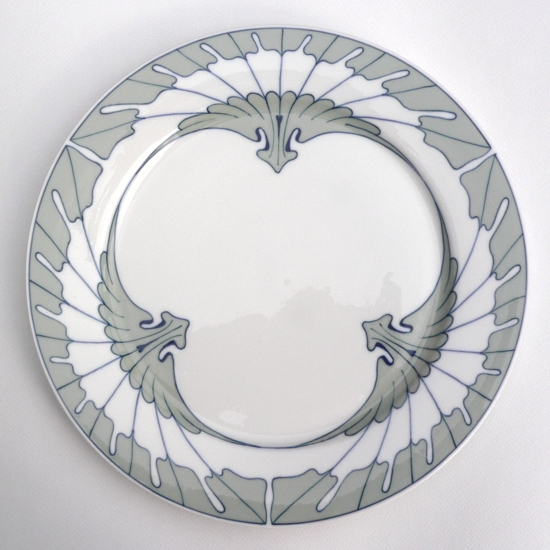
Decor - aripă
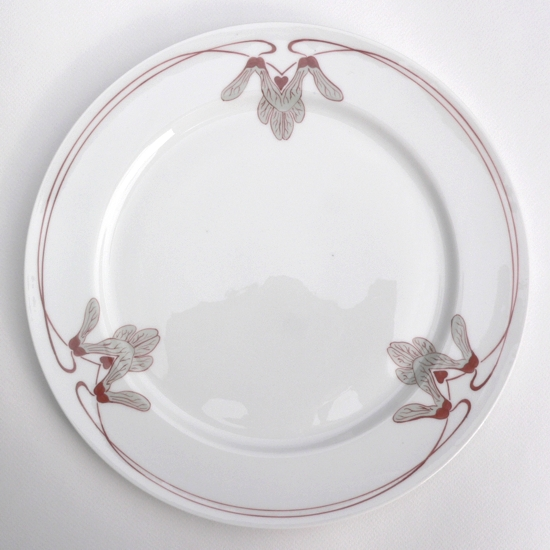
Decor - arțar
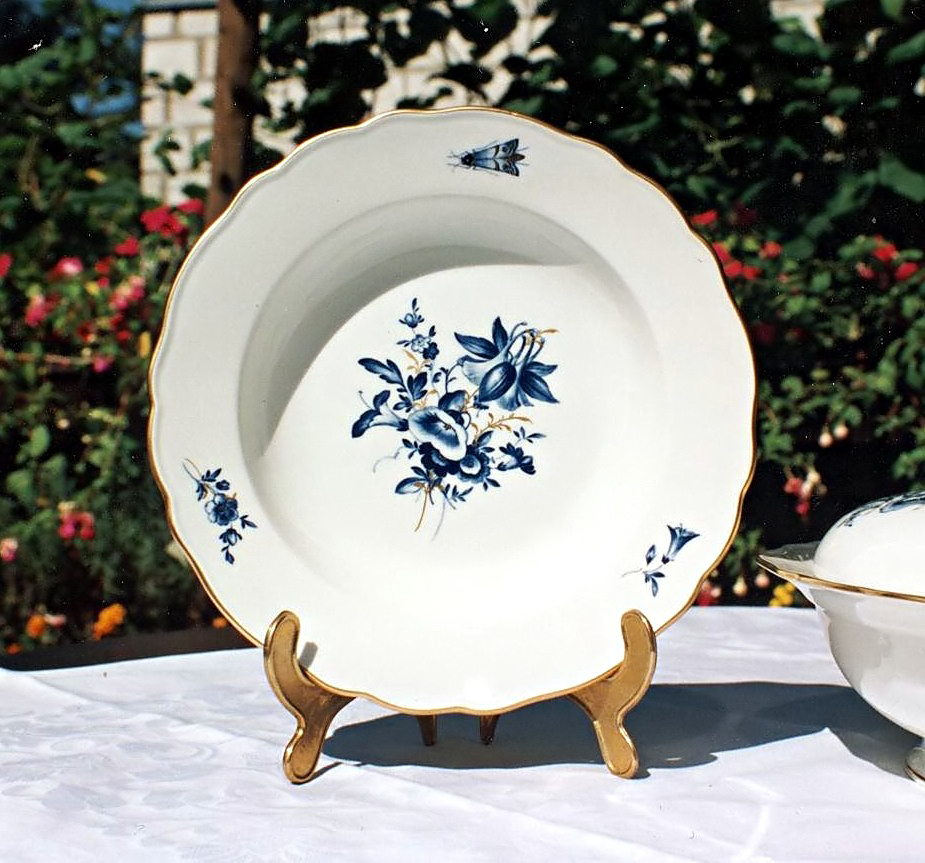
Flori germane
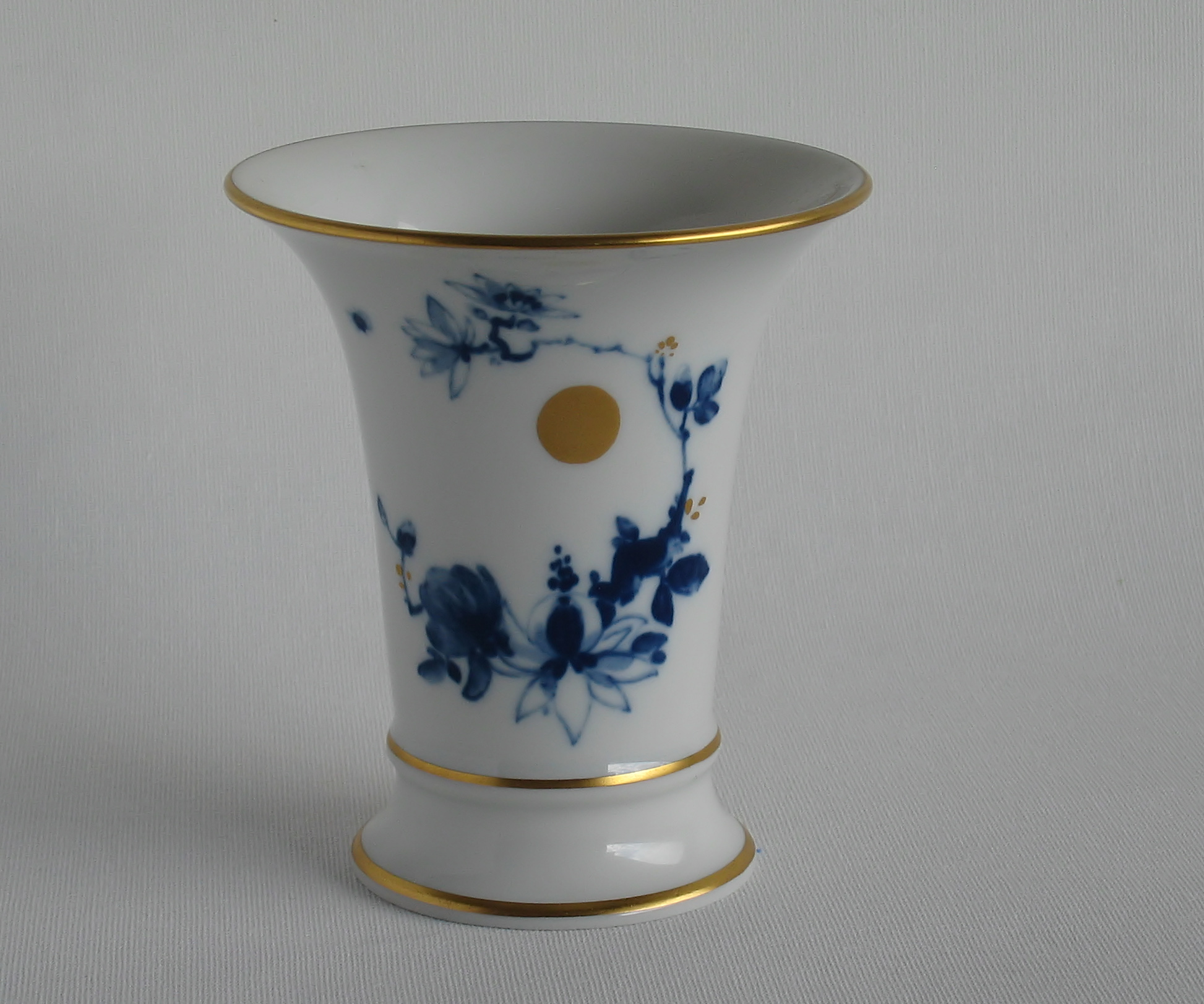
Orhidee cu creangă
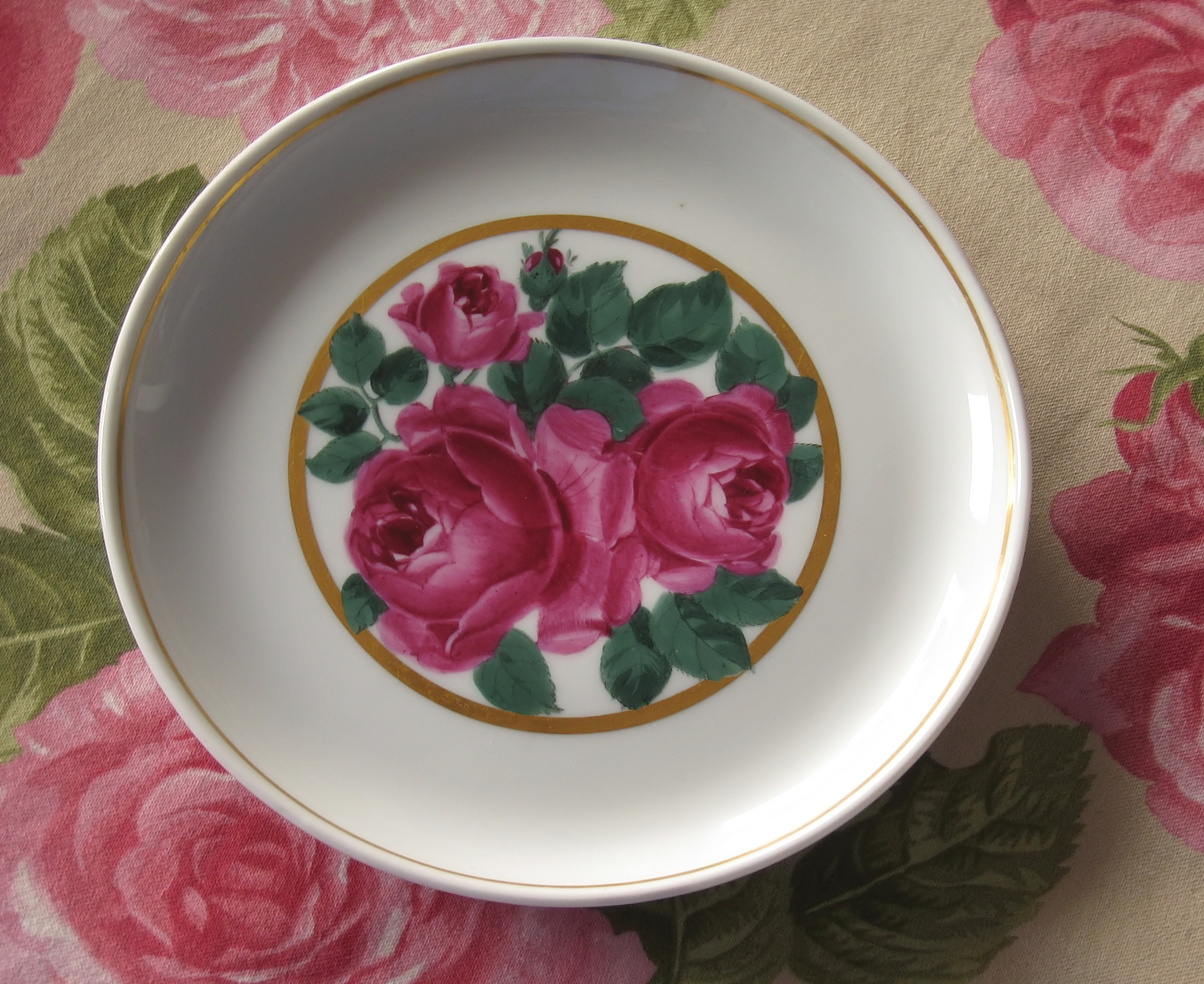
Trandafiri în manieră Marcolini
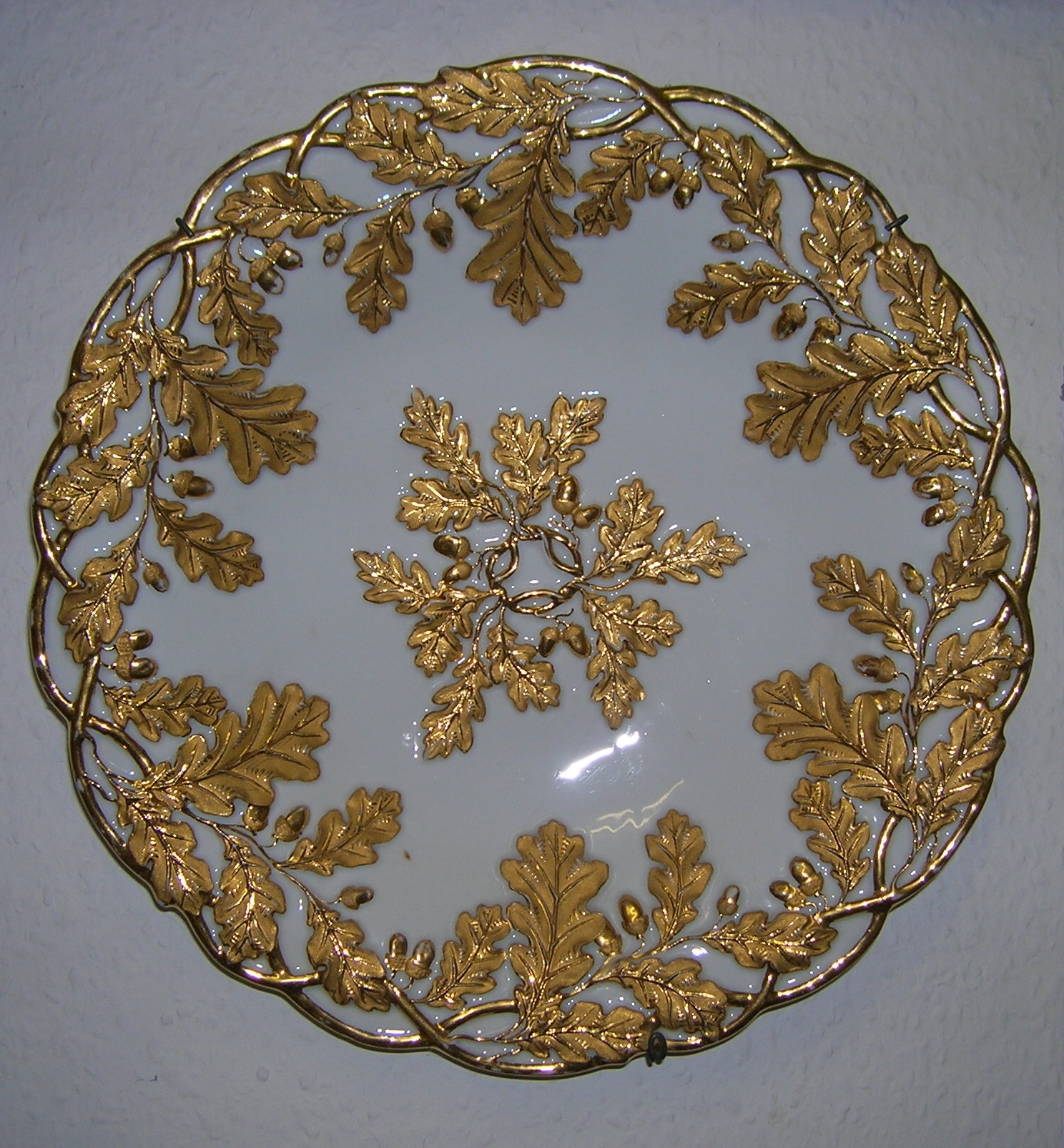
Frunze de stejar aurit
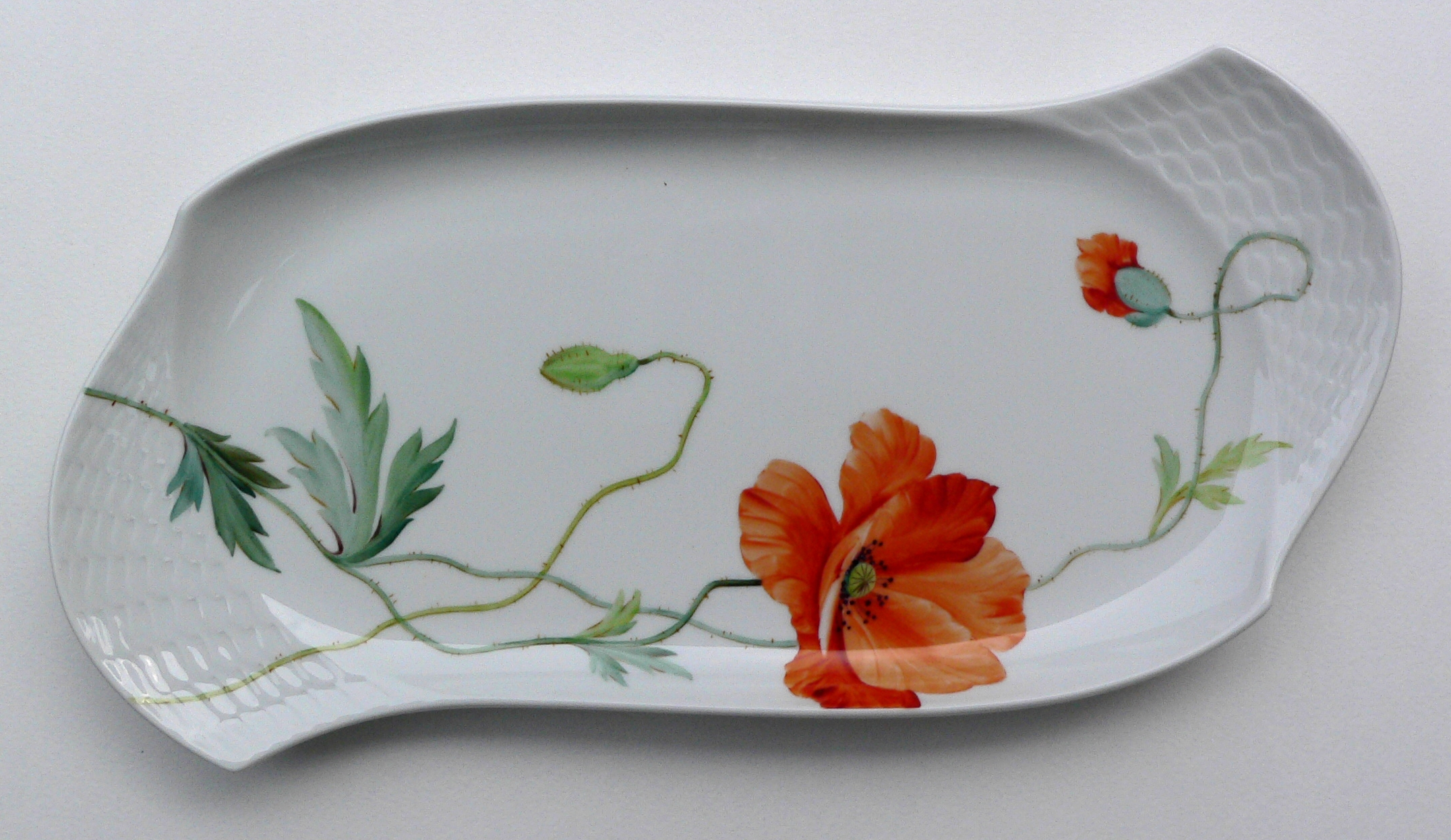
Mac sălbatic
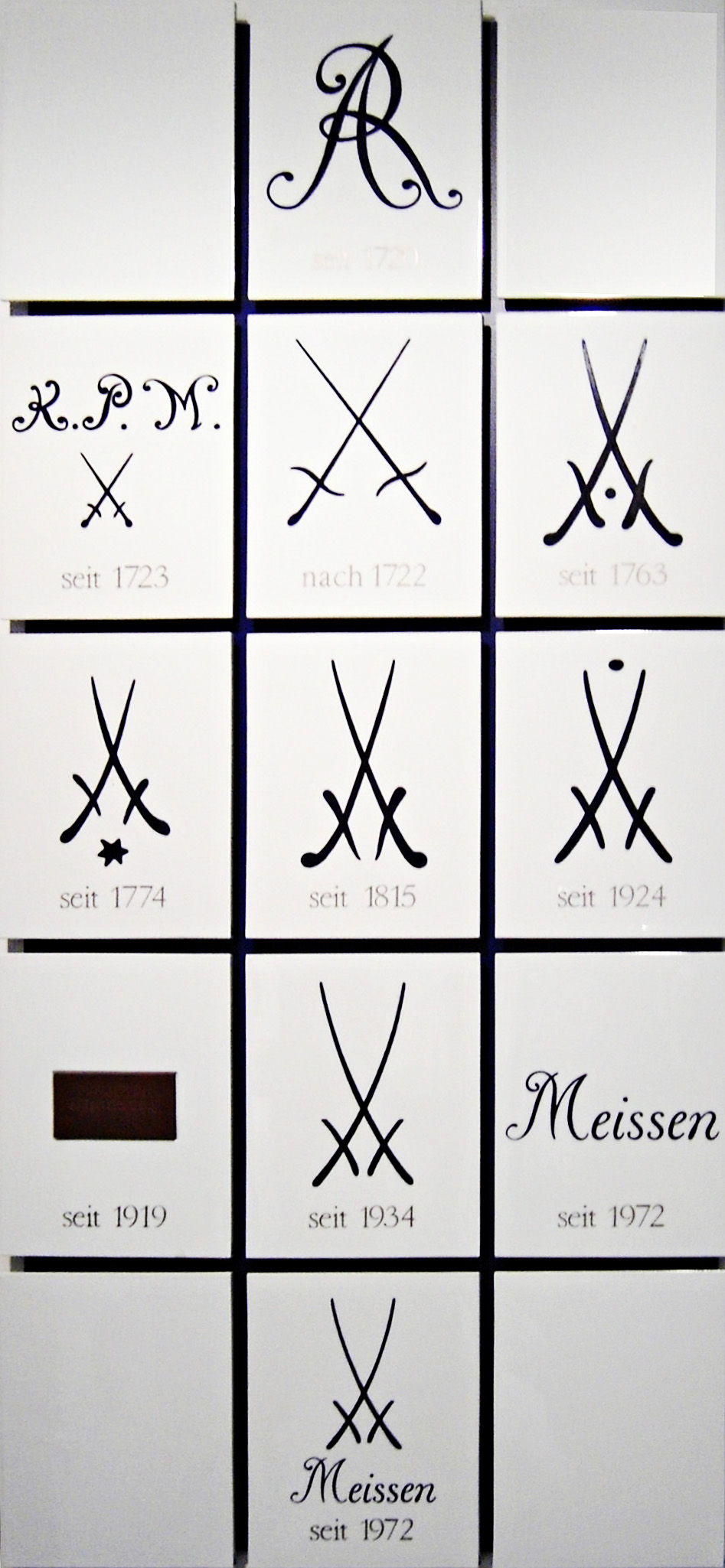
Logourile